# Malaxis micholitziana
Malaxis micholitziana là một loài thực vật có hoa trong họ Lan. Loài này được (Kraenzl.) P.F.Hunt mô tả khoa học đầu tiên năm 1970.